# Addicted to You (singel Shakiry)
Addicted to You – piąty i ostatni singiel z trzeciego dwujęzycznego albumu kolumbijskiej piosenkarki Shakiry – Sale el Sol. Piosenka została napisana i wyprodukowana przez Shakirę, Luisa Fernando Ochoa, El Catę i Johna Hilla. Piosenka została wydana jako digital download 13 marca 2012. Addicted to You został ogłoszony jako piąty singel dnia 14 marca 2012 za pośrednictwem oficjalnej strony internetowej Shakiry. W dniu 13 marca 2012 wersja radiowa została dopuszczona do digital download. W dniu 2 maja 2012 teledysk został wydany na kanale Vevo w YouTube. Tam video klip ma ponad 118 600 000  wyświetleń. Teledysk został wyreżyserowany przez Anthony'ego Mandlera.

## Lista utworów
1. Addicted to You – 2:28